# Francis Breyer
Francis Amadeus Karl Breyer (* 29. Januar 1977 in Ludwigsburg) ist ein deutscher Ägyptologe, Meroitist, Äthiopist und Epigraphiker, der sich insbesondere mit den Kontakten zwischen den antiken Kulturen, Sprachen und Schriften Ägyptens, Nubiens und Äthiopiens befasst.

## Leben
Nach dem Abitur in Ludwigsburg studierte Francis Breyer von 1996 bis 2001 Ägyptologie, Altorientalistik und Allgemeine Sprachwissenschaft an der Universität Tübingen (Magister Artium), wo er anschließend bis 2002 als Assistent von Wolfgang Schenkel tätig war. Im Anschluss daran nahm er an dem Forschungsprojekt Sprachkontakt und kultureller Einfluss. Nichtsemitische Lehnwörter im Ägyptischen unter der Leitung von Thomas Schneider teil. 2005 wurde Breyer mit der Dissertation Ägypten und Anatolien. Politische, materielle und sprachliche Beziehungen zwischen dem Niltal und Kleinasien im 2. Jahrtausend v. Chr. an der Universität Basel promoviert. 
Von 2004 bis 2006 arbeitete er an einem vom Schweizerischen Nationalfonds geförderten Projekt zur verbalen Stammbildung im Ägyptischen, Semitischen und in den Berbersprachen. 2006 bis 2007 erhielt er das Reisestipendium des Deutschen Archäologischen Instituts, im Zuge dessen er eine einjährige wissenschaftliche Forschungsreise von Nordafrika bis nach China unternahm. Von 2008 bis 2010 arbeitete Breyer am DFG-finanzierten Projekt Nordostafrika in der Antike. 2010/11 war er Vertretungsprofessor für Ägyptologie an der Universität Wien.  Seit 2011 war er wissenschaftlicher Mitarbeiter des DFG-Projektes Schriften im Kontakt. Adaption und Neuschöpfung von Schrift in den antiken Kulturen Nubiens und Abessiniens an der Universität Bonn. 2013 wurde er mit der Arbeit Punt. Die Suche nach dem Gottesland an der Universität Bonn habilitiert und erhielt die doppelte venia legendi Ägyptologie und Altorientalistik.
Breyers Forschungsschwerpunkte sind die altägyptische Sprache und Schrift, insbesondere Sprachkontakte und Lehnwortforschung. Daneben beschäftigt er sich mit der Geschichte Aksums, der meroitischen Sprache und Forschungen zum Land Punt. Außerdem führte er epigraphische Aufnahmen verschiedener Inschriften in Ägypten und Aksum durch. Breyer ist auch als Opernsänger ausgebildet.

## Schriften (Auswahl)
- Tanutamani. Die Traumstele und ihr Umfeld (= Ägypten und Altes Testament. Band 57). Harrassowitz, Wiesbaden 2003.
- Ägypten und Anatolien. Politische, materielle und sprachliche Beziehungen zwischen dem Niltal und Kleinasien im 2. Jahrtausend v. Chr. Verlag der österreichischen Akademie der Wissenschaften, Wien 2010.
- Das Königreich Aksum. Geschichte und Archäologie Abessiniens in der Spätantike. von Zabern, Mainz 2012.
- Altakkadisches Elementarbuch (= Subsidia et Instrumenta Linguarum Orientis. Band 3). Harrassowitz, Wiesbaden 2014.
- Einführung in die Meroitistik (= Einführungen und Quellentexte zur Ägyptologie. Band 8). Lit, Münster 2014.
- Punt. Die Suche nach dem „Gottesland“ (= Culture and History of Ancient Near East. Band 80). Brill, Leiden / Boston 2016.
- Ägyptische Namen und Wörter im Alten Testament (= Ägypten und Altes Testament. Band 93). Zaphon, Münster 2019.
- Schrift im antiken Afrika. Multiliteralismus und Schriftadaption in den antiken Kulturen Numidiens, Ägyptens, Nubiens und Abessiniens. De Gruyter, Berlin 2021.
- Schwarze Pharaonen. Nubiens Königreiche am Nil. C. H. Beck, München 2021.
- Napata und Meroë. Kulturgeschichte eines nubischen Reiches. Kohlhammer, Stuttgart 2022, ISBN 978-3-17-037733-2.
- Schrift und Sprache in Nubien. Studien zum Napatanischen, Meroitischen und Altnubischen. Harrassowitz, Wiesbaden 2022, ISBN 978-3-447-11854-5.